# De Tomaso

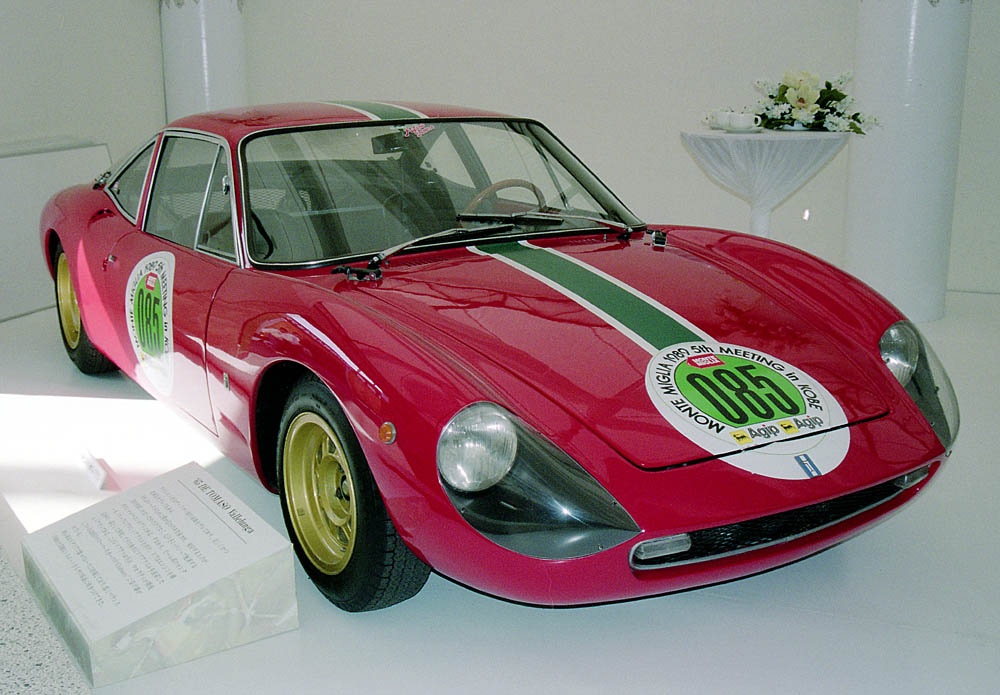
De Tomaso Vallelunga

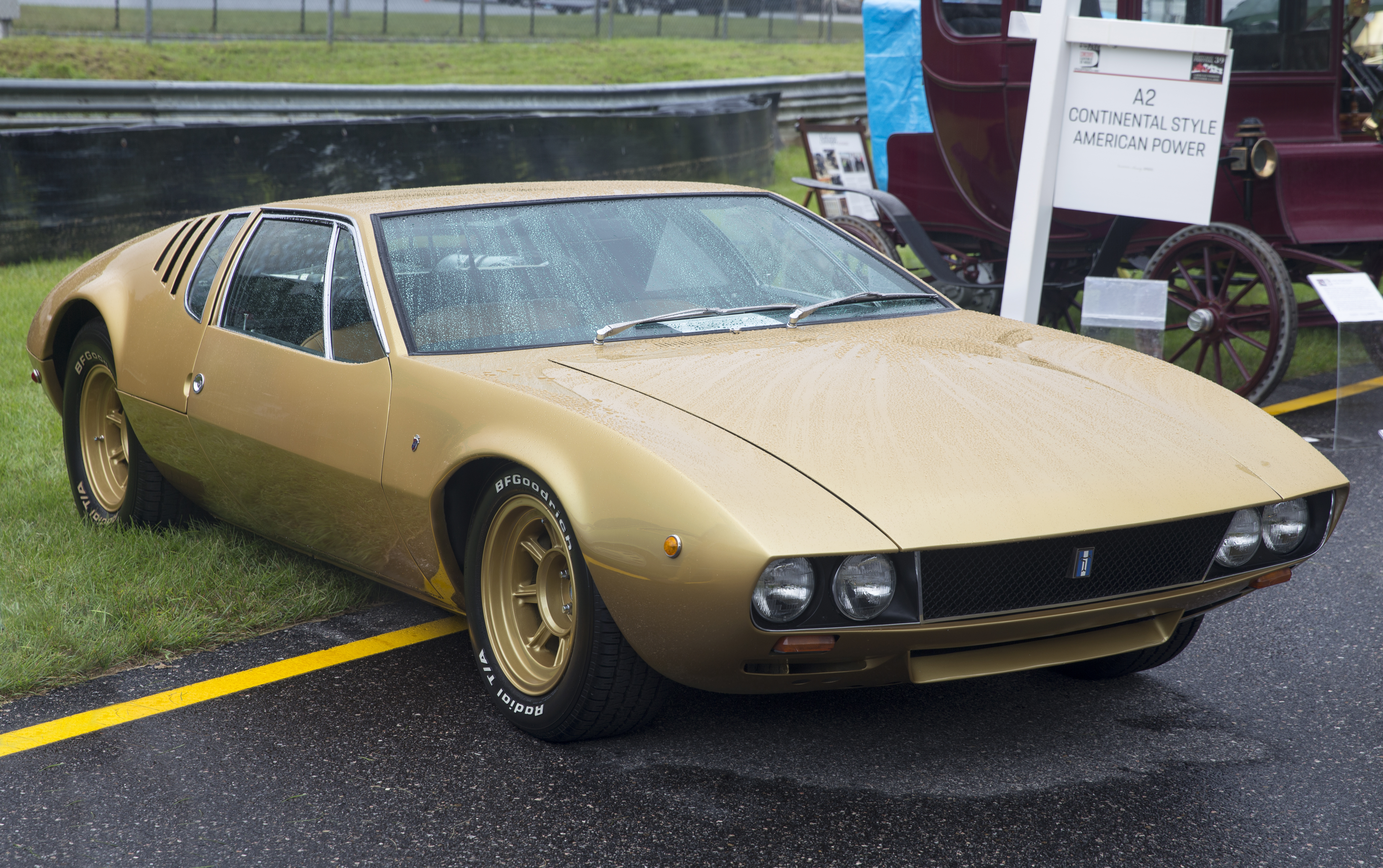
De Tomaso Mangusta

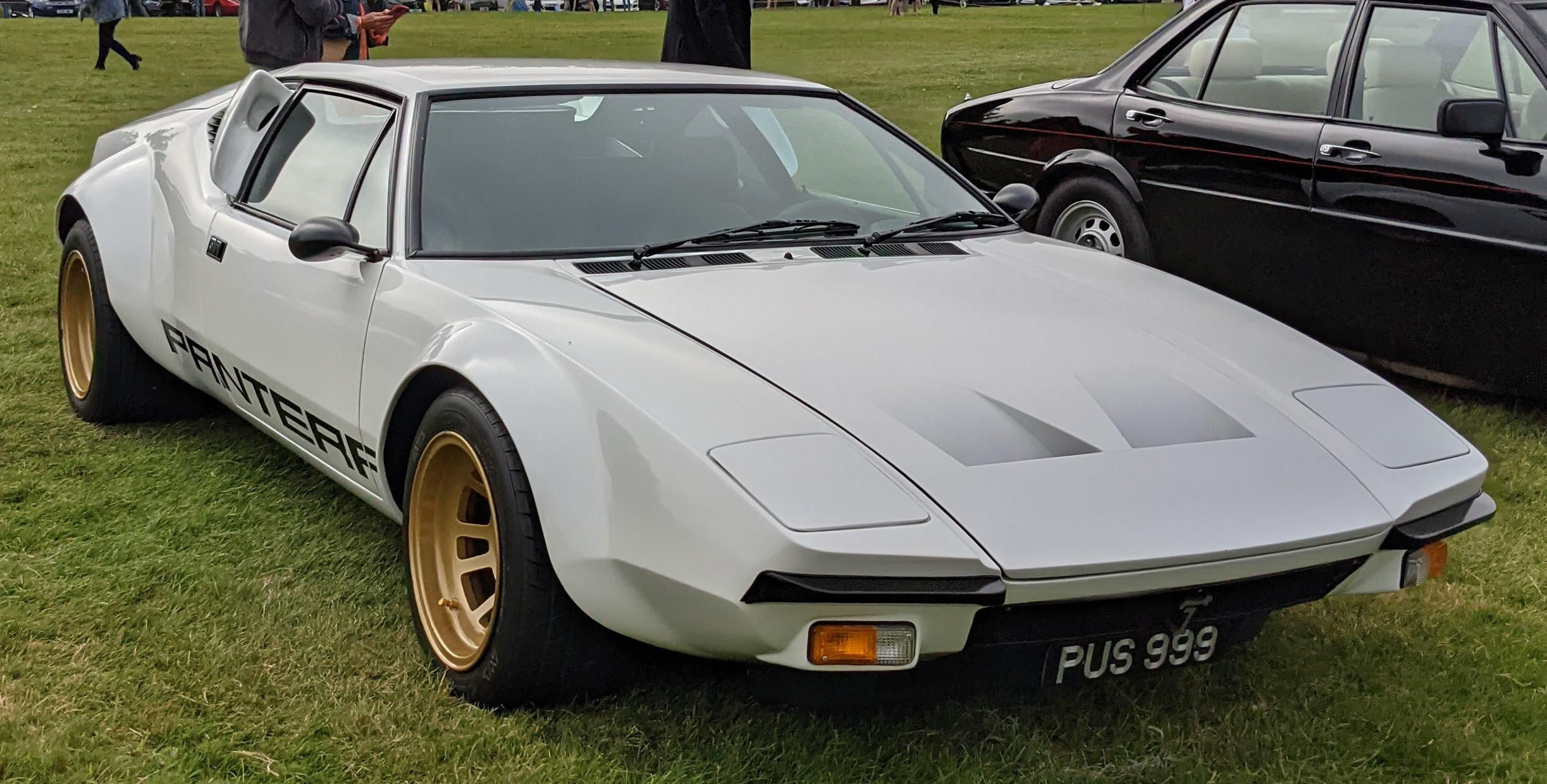
De Tomaso Pantera

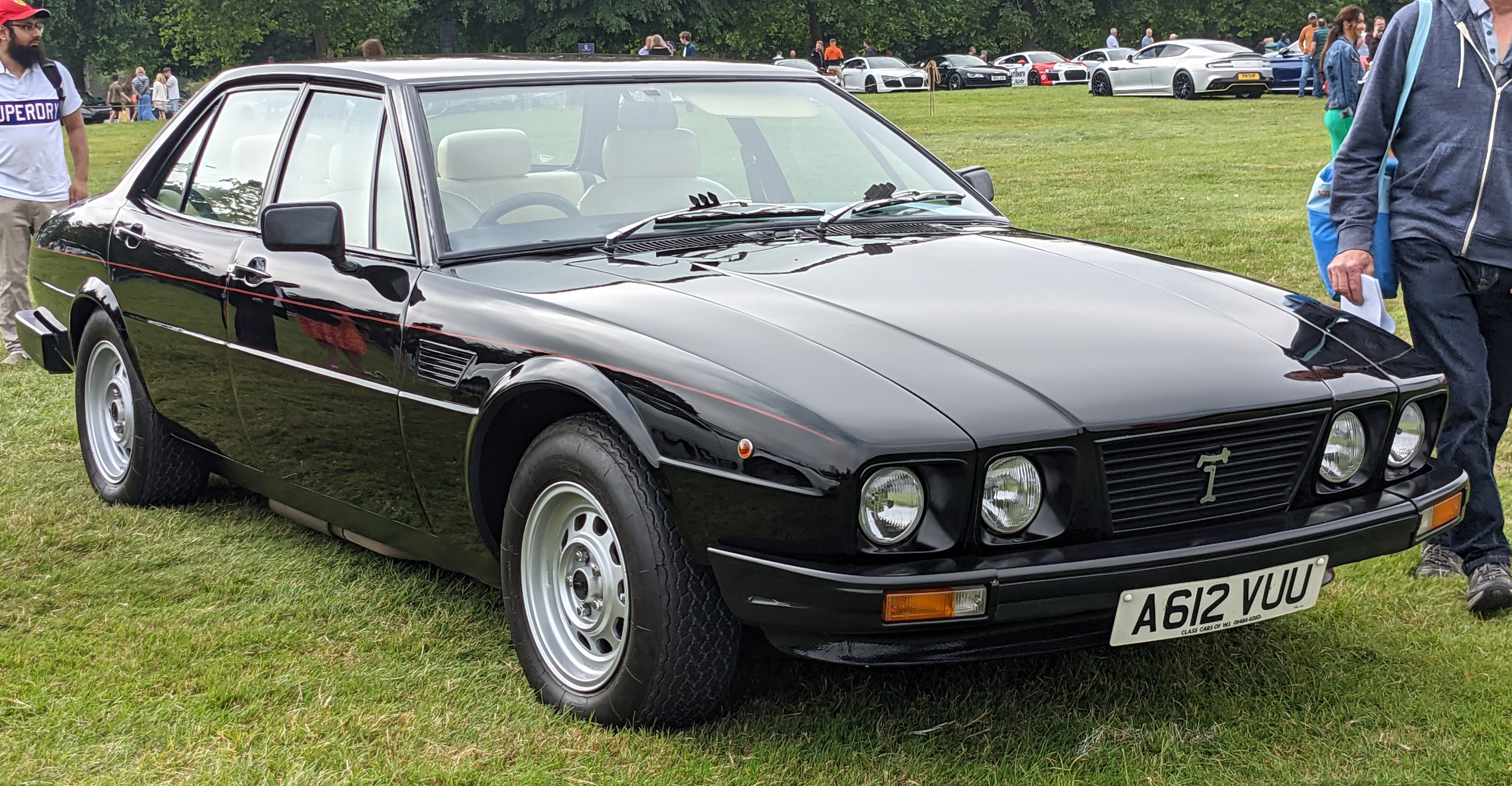
De Tomaso Deauville

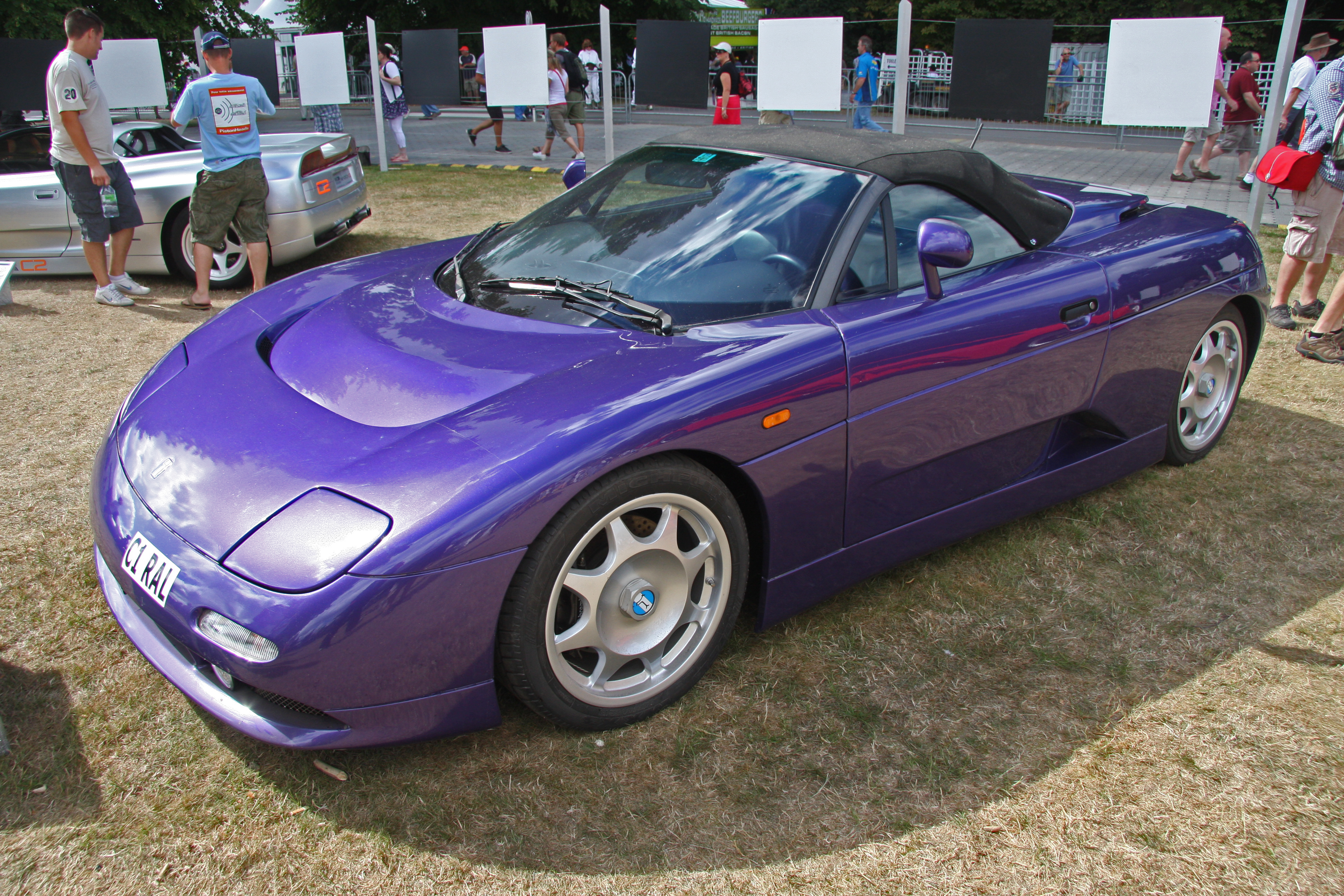
De Tomaso Guarà

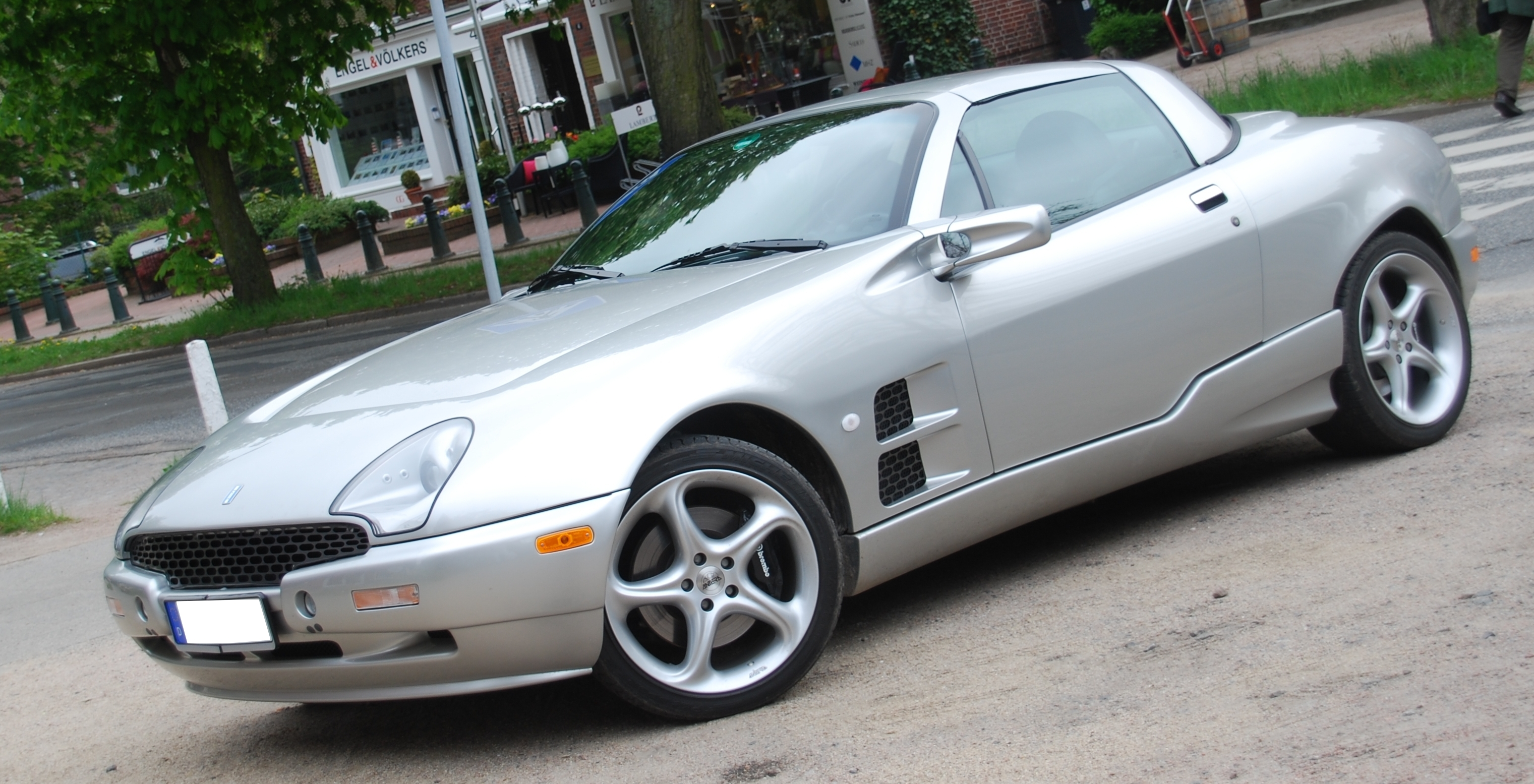
De Tomaso Biguà

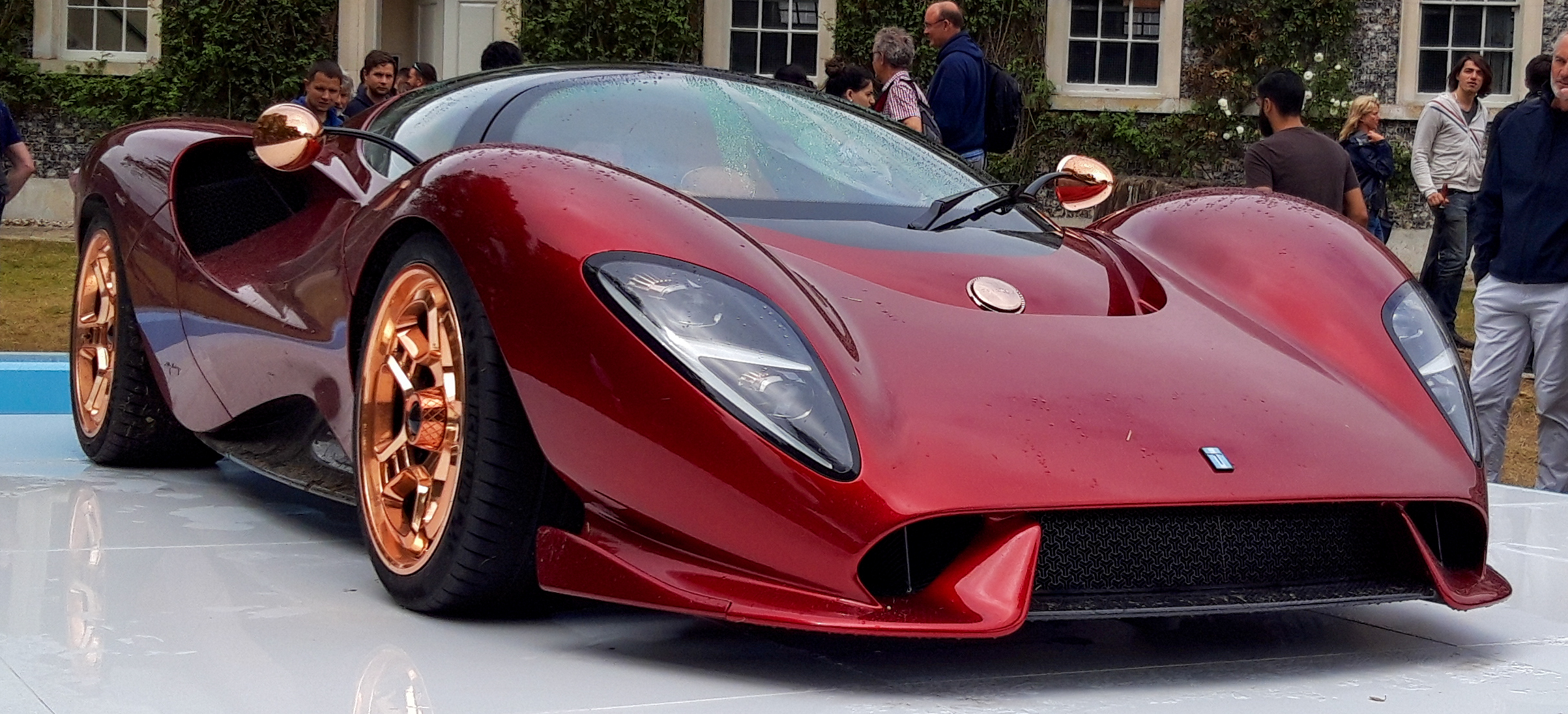
De Tomaso P72

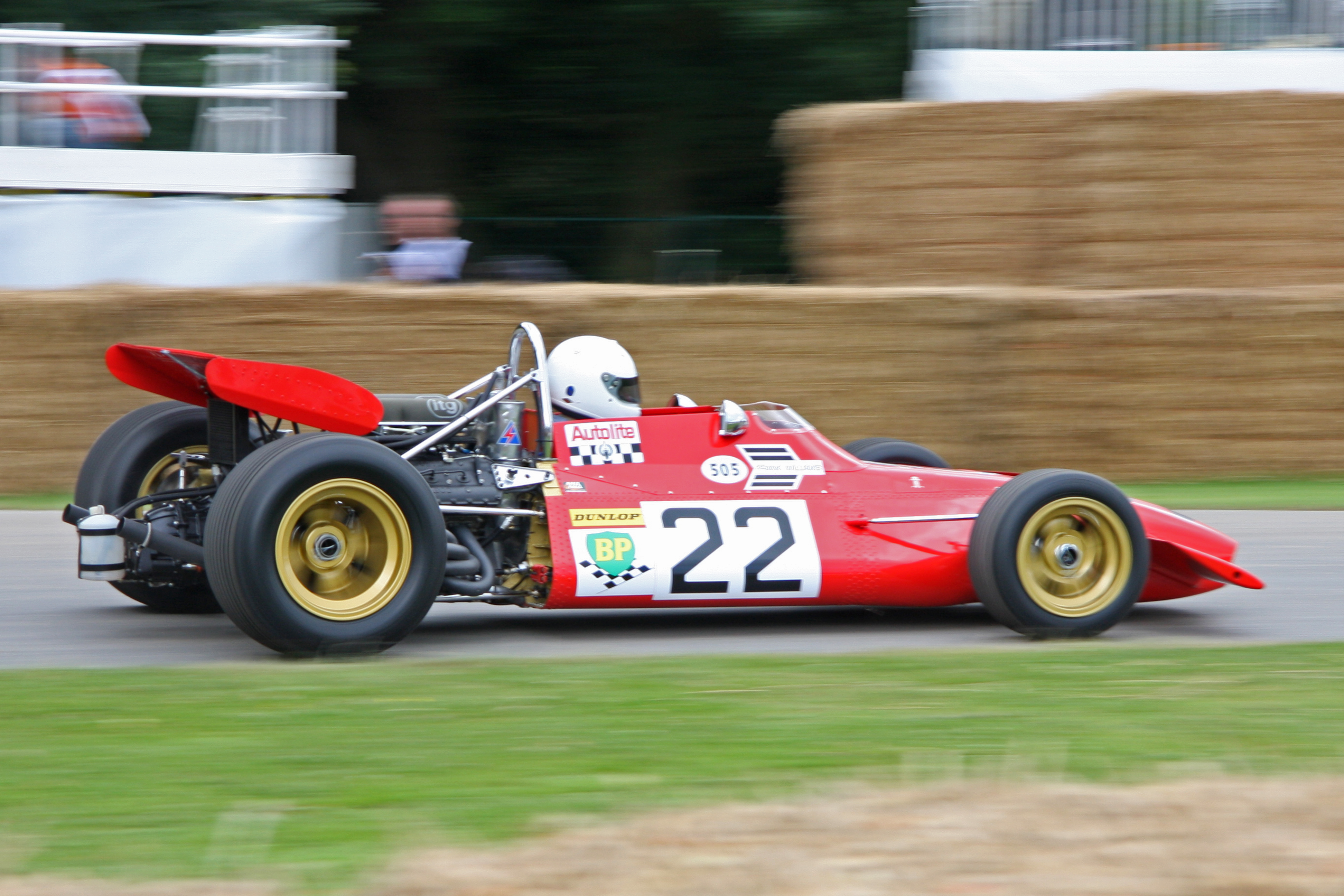
De Tomaso Tipo 505

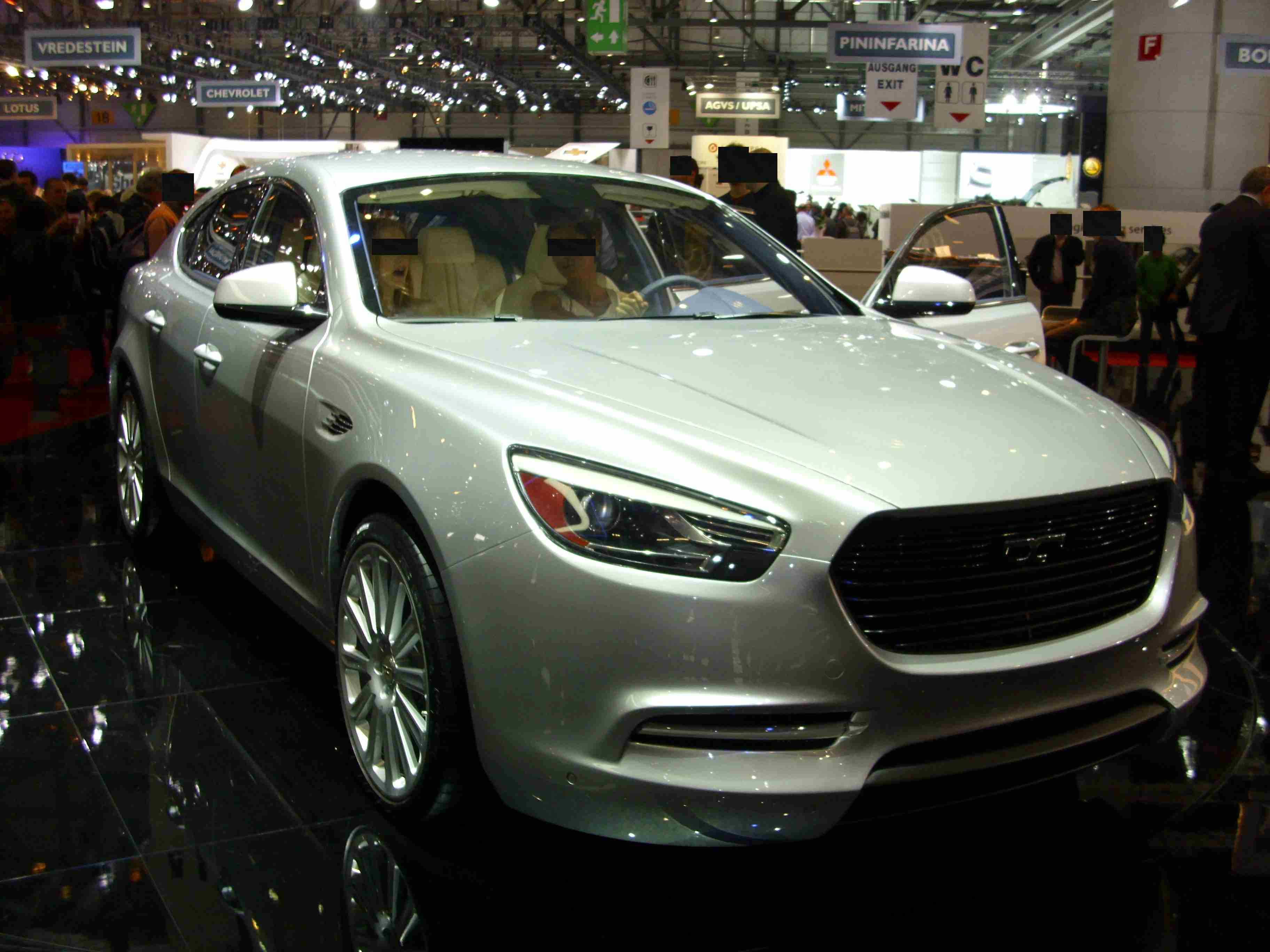
De Tomaso Deauville Concept

De Tomaso – włoski producent samochodów sportowych i motocykli z siedzibą w Modenie działający w latach 1959–2004 oraz ponownie od 2019 roku. Należy do chińskiego konsorcjum Ideal Team Ventures.

## Historia

### De Tomaso Modena
W 1959 we włoskiej Modenie założone zostało przedsiębiorstwo motoryzacyjne De Tomaso Modena. Założycielem był Alejandro de Tomaso z Buenos Aires, potomek włoskich imigrantów, który przeprowadził się do kraju przodków w celu rozpoczęcia kariery jako kierowca Formuły 1. Swoje przedsięwzięcie początkowo zajmowało się przerabianiem samochodów wyścigowych, by w 1964 roku rozpocząć produkcję własnych modeli. Pierwszą konstrukcją włoskiej firmy było De Tomaso Vallelunga z silnikiem Forda o pojemności 1,5 dm³. Jednostka pochodziła z modelu Cortina, a układ napędowy zapożyczono z Volkswagena Beetle. Samochód ten powstał w niskim wolumenie, a jeszcze w tej samej dekadzie w 1967 roku włoska firma przedstawiła kolejny model w postaci supersamochodu Mangusta. Zaprojektowany przez firmę Ghia samochód również wyposażony został w jednostkę napędową Forda.
Początek lat 70. De Tomaso przedstawiło kolejne dwie konstrukcje, tym razem zachowujące bardziej luksusowy charakter w postaci 4-drzwiowej limuzyny Deauville i coupe Longchamp. W drugiej połowie lat 70. De Tomaso przejęło dwie włoskie firmy motocyklowe Benelli i Moto Guzzi, a także firmy samochodowe Innocenti i Maserati. Stan ten trwał nieco ponad 15 lat, kiedy to w 1993 roku Alejandro de Tomaso zdecydował się wyprzedać wszystkie podległe podmioty głównie koncernowi Fiat. W międzyczasie, najważniejszą, najlepiej rozpoznawalną i nadjłużej produkowaną konstrukcją De Tomaso pozostał obecny na rynku przez 20 lat model Pantera, która doczekała się najwięcej zróżnicowanych wariantów i wersji specjalnych.

### Schyłek działalności
Pomimo wyprzedaży należących do De Tomaso firm, początek lat 90. przyniósł pogorszenie się sytuacji finansowej włoskiego przedsiębiorstwa. W 1993 roku udało się wdrożyć do produkcji nowy, niewielki samochód sportowy Guarà, którego produkcja przez kolejną dekadę była jednak niskonakładowa i ograniczyła się do 50 pojazdów. W międzyczasie, w 1996 roku podczas Geneva Motor Show przedstawiono jeszcze jeden model w postaci sportowo-luksusowego kabrioleta De Tomaso Biguà. Włoska firma nie posiadała jednak wystarczjącej płynności finansowej na wdrożenie Biguy do produkcji, przez co nawiązała współpracę z amerykańskim przedsiębiorstwem Qvale. Ostatecznie, samochód trafił do sprzedaży pod inną nazwą Qvale Mangusta i nie był markowany jako produkt De Tomaso.
Schyłek istnienia De Tomaso w dotychczasowej formie przypadł na początek XXI wieku. Po udarze mózgu w 2000 Alejandro de Tomaso przekazał władze nad firmą swojemu partnerowi biznesowemu, umierając 3 lata później w wieku 75 lat. Śmierć założyciela zbiegła się z końcem istnienia De Tomaso - firma w 2004 roku ogłosiła bankructwo i została zlikwidowana. Dotychczasowa siedziba firmy w Modenie została opuszczona i popadła w ruinę. W 2017 roku włoskie media udokumentowały niedokończone prototypy i niekompletne egzemplarze pokryte pyłem, które nienaruszone pozostały przez kolejne lata w porzuconych halach dawnej włoskiej firmy. W 2020 cały kompleks został rozebrany.

### Próba reaktywacji
5 lat po bankructwie De Tomaso włoski przedsiębiorca Gian Mario Rossignolo zakupił prawa do znaku towarowego oraz stosowania dawnej włoskiej marki, wyrażając intencję przywrócenia działalności tego producenta samochodów. W 2011 roku podczas targów samochodowych Geneva Motor Show reaktywowana firma zaprezentowała bliski produkcyjnej formie prototyp luksusowego crossovera łączącego cechy SUV-a i limuzyny pod nazwą De Tomaso Deauville Concept. Nawiązujący nazwą do pierwowzoru z lat 70. XX samochód miał trafić do małoseryjnej produkcji w planowanej liczbie 3000 zbudowanych egzemplarzy rocznie, jednak plany te pokżyżowały problemy z prawem u autora przedsięwzięcia. W 2012 roku został on aresztowany za oskarżenia o defraudacje rządowych dotacji, co doprowadziło do upadku inicjatywy wznownienia działalności De Tomaso.

### Reaktywacja
W 2015 roku konsorcjum Ideal Team Venture podjęło się drugiej, tym razem udanej próby reaktywacji włoskiego De Tomaso. Włoski sąd wydał wówczas zgodę, aby spółka z Hongkongu zakupiła prawa do znaku towarowego i marki za kwotę 1,05 milionów euro. Tuż po sfinalizowaniu transakcji rozpoczął się proces rozwojowy pierwszego współczesnego samochodu marki De Tomaso, czego rezultaty przedstawiono w połowie 2019 roku podczas Goodwood Festival of Speed.
Wtedy to zostało zaprezentowane De Tomaso P72 będące nawiązaniem do klasycznego samochodu wyścigowego De Tomaso P70 z lat 70. XX wieku. W momencie debiutu zapowiedziano, że produkcja supersamochodu ma być limitowana do 72 egzemplarzy, a każdy z nich osiągnie cenę 750 000 Euro. Proces konstrukcyjny trwał przez kolejne 4 lata, ogłaszając plany dostarczenia pierwszych pojazdów do nabywców w połowie 2023 roku, a po kolejnych opóźnieniach - dopiero w 2025 roku.

## Modele samochodów

### Obecnie produkowane
- P72

### Historyczne
- Vallelunga (1964–1967)
- Mangusta (1967–1971)
- Deauville (1971–1988)
- Longchamp (1972–1989)
- Pantera (1971–1992)
- Biguà (1996)
- Guarà (1993–2004)
- P900 (2022)

### Studyjne
- De Tomaso Pampero (1966)
- De Tomaso 1600 (1970)
- De Tomaso Zonda (1971)
- De Tomaso Pantera II (1974)
- De Tomaso Deauville (2011)